# Aqida
Aqida (àrab: عقيدة, ʿaqīda; plural عقائد, ʿaqāʾid, literalment ‘convicció’, ‘creença’) és un terme utilitzat en l'islam equivalent a «dogma» o «credo». Tot i que qualsevol sistema de valors religiós pot ser considerat un exemple d'aqida, aquest mot ha adquirit una connotació precisa a través de la història i la teologia musulmanes, referint-se a aquells temes en què creuen pràcticament tots els musulmans.

El credo musulmà inclou sis punts sobre els quals hi ha un fort consens, ja que s'articulen clarament a l'Alcorà; segons un hadit recollit en el Sahih de Múslim i el Sahih d'al-Bukharí (els dos reculls de hadits més respectats), el Profeta Muhàmmad va dir: 
| «                                  | [Al-iman/la fe] és que creguis en Déu, en els seus Àngels, en les seves Escriptures, en els seus Enviats i en l'Últim Dia, i que creguis en el Destí Diví en allò que és bo i és dolent. | » |
| — Sahih Múslim, llibre 1, hadit 1. | |   |

Les diferències doctrinals entre sunnites i xiïtes es manifesten en l'explicació d'aquests punts. Per exemple, els musulmans poden tenir idees diferents sobre els atributs de Déu o el propòsit dels àngels, però no hi ha cap disputa sobre la realitat de llur existència, sobre que Déu ha revelat el Seu missatge a través de missatgers, ni sobre que l'home s'haurà d'explicar i que se'l premiarà o se'l castigarà amb el paradís o l'infern.
Aquestes divergències han donat peu a l'existència de diversos corrents d'interpretació teològica; l'islam sunnita contempla oficialment tres escoles teològiques o d'aqida: l'aixarita, la maturidita i l'atharita.

## Els sis articles de la fe
Els articles comuns que constitueixen el credo dels musulmans, coneguts com a arkan al-iman o «pilars de la fe», són:
1. La creença en un Déu Únic (tawhid). Es tracta del concepte central de l'islam que defineix el monoteisme estricte d'aquesta religió: sosté que Déu és Un i Únic i, pels musulmans, la totalitat de l'ensenyament del profeta Muhàmmad es basa en aquest principi.
2. La creença en els Seus àngels (malaika). Els àngels són missatgers de Déu, a qui obeeixen cegament, i poden ajudar els humans (la paraula de Déu va ser revelada a Muhàmmad per l'àngel Gabriel).
3. La creença en les Seves Escriptures (qutb) enviades per Déu i particularment en l'Alcorà. La Torà, el Llibre dels Salms o la Bíblia són missatges autèntics revelats per Déu. Però només l'Alcorà conté la revelació perfecta, sense manipulacions posteriors.
4. La creença en els Seus profetes (nabí) i missatgers (rassul) enviats per Déu sense excepcions. Déu ha enviat diversos profetes al llarg de la història (com Adam, Abraham, Moisès, Joan Baptista o Jesús) i Muhàmmad és el portador del missatge definitiu i incorrupte, que anul·la els anteriors.
5. La creença en el Dia del Judici (Qiyama) i en la Resurrecció. L'escatologia musulmana és complexa i precisa; bàsicament, és la creença en què els humans seran jutjats pels seus actes després de la mort, on Déu decidirà si aniran al Paradís o a l'Infern.
6. La creença en el Fat o Destí Diví (Qàdar). Déu coneix i controla completament tots els esdeveniments del món; tot el que passa, sigui bo o dolent, ha estat escrit per endavant i no pot succeir res que no estigui permès per Déu.

### Imamisme:ussul ad-Din
Els xiïtes imamites anomenen llur credo ussul ad-Din, «les arrels de la religió», i conté cinc articles:
1. La creença en la unicitat de Déu (tawhid).
2. La creença en la justícia de Déu (adala).
3. La creença en el fet que Déu transmet els seus missatges a la humanitat a través dels profetes (nubuwwa).
4. La creença en el fet que Déu designa responsables de la comunitat islàmica i que aquests pertanyen a la família del Profeta, Ahl al-Bayt, i que aquests designen llurs successors abans de morir (imama).
5. La creença en el Dia del Judici (Qiyama).